# 福島市立湯野小学校
福島市立湯野小学校（ふくしましりつ ゆの しょうがっこう）は、福島県福島市にある公立小学校である。

## 概要
福島市北部の飯坂地区中部、飯坂温泉街の東側に位置する。2020年5月1日現在、8学級135名の児童が在籍する。

## 沿革
- 1874年4月2日 - 真言宗不動寺を仮校舎として学校創立。後に自治体合併、学制改革を経て信夫郡飯坂町立湯野小学校となる。
- 1964年1月 - 飯坂町が福島市に編入され、福島市立湯野小学校となる。
- 1984年12月28日 - 現在の西側校舎（RC造平屋建）が竣工する。
- 2000年11月30日 - 水泳プール（25m×10m 6コース）が竣工する。
- 2011年3月18日 - 現在の南側校舎（RC造三階建）が竣工する。

## 教育方針
教育目標
- 心身ともに健康で人間性豊かな子どもの育成

## 学校行事
| - 4月 - 5月 - 6月 | - 7月 - 8月 - 9月 | - 10月 - 11月 - 12月 | - 1月 - 2月 - 3月 |

## 通学区域
- 飯坂地域
  - 飯坂町湯野
  - 飯坂町（下中川原、上中川原及び摺上川より東側の東桜瀬）
  - 飯坂町東湯野

## 進学先中学校
- 福島市立西根中学校[3]

## 学区 / 校区内の主な施設
- 国道399号
- 福島県道3号福島飯坂線十綱橋
- 福島交通湯野駅停留所
- 飯坂温泉
- 西根神社

## 交通
- 福島交通飯坂線飯坂温泉駅より徒歩約10分[4]（経路案内）。